# Xylinophylla maculata
Xylinophylla maculata är en fjärilsart som beskrevs av W. Warren 1897. Xylinophylla maculata ingår i släktet Xylinophylla och familjen mätare. Inga underarter finns listade i Catalogue of Life.